# Arachnoidella prenanti
Arachnoidella prenanti is een mosdiertjessoort uit de familie van de Arachnidiidae. De wetenschappelijke naam van de soort is, als Arachnoidea prenanti, voor het eerst geldig gepubliceerd in 1975 door d'Hondt.